# Leanne Smith
Leanne Smith (ur. 28 maja 1987 w Conway) – amerykańska narciarka alpejska.

## Kariera
Na arenie międzynarodowej po raz pierwszy pojawiła się 19 grudnia 2002 roku w Sunday River, gdzie w zawodach FIS Race nie ukończyła pierwszego przejazdu w gigancie. W 2007 roku wystartowała na mistrzostwach świata juniorów w Altenmarkt, gdzie zajęła 10. miejsce w supergigancie, 15. w zjeździe i 35. w gigancie.
W zawodach Pucharu Świata zadebiutowała 1 grudnia 2007 roku w Lake Louise, gdzie zajęła 23, miejsce w zjeździe. Tym samym już w debiucie zdobyła pierwsze pucharowe punkty. Na podium zawodów tego cyklu pierwszy raz stanęła 14 grudnia 2012 roku w Val d’Isère, zajmując drugie miejsce w tej samej konkurencji. W zawodach tych rozdzieliła dwie Szwajcarki: Larę Gut i Nadję Kamer. W kolejnych startach jeszcze jeden raz stanęła na podium: 19 stycznia 2013 roku w Cortina d’Ampezzo była trzecia w zjeździe. W sezonie 2012/2013 zajęła 25. miejsce w klasyfikacji generalnej.
Startowała na igrzyskach olimpijskich w Vancouver w 2010 roku, gdzie zajęła 18. miejsce w supergigancie i 21. miejsce w superkombinacji. Podczas rozgrywanych cztery lata później igrzysk w Soczi zajęła 18. miejsce w supergigancie, a superkombinacji nie ukończyła. Była też między innymi dwunasta w zjeździe na mistrzostwach świata w Schladming w 2013 roku.

## Osiągnięcia

### Igrzyska olimpijskie
| Miejsce | Dzień     | Rok  | Miejscowość | Konkurencja     | Czas biegu | Strata | Zwyciężczyni       |
| ------- | --------- | ---- | ----------- | --------------- | ---------- | ------ | ------------------ |
| 21.     | 18 lutego | 2010 | Vancouver   | Superkombinacja | 2:09,14    | +4,83  | Maria Riesch       |
| 18.     | 20 lutego | 2010 | Vancouver   | Supergigant     | 1:20,14    | +2,91  | Andrea Fischbacher |
| DNF2    | 10 lutego | 2014 | Soczi       | Superkombinacja | 2:34,62    | -      | Maria Höfl-Riesch  |
| 18.     | 15 lutego | 2014 | Soczi       | Supergigant     | 1:25,52    | +2,86  | Anna Fenninger     |

### Mistrzostwa świata
| Miejsce | Dzień     | Rok  | Miejscowość | Konkurencja     | Czas biegu | Strata | Zwyciężczyni      |
| ------- | --------- | ---- | ----------- | --------------- | ---------- | ------ | ----------------- |
| 19.     | 8 lutego  | 2011 | Ga-Pa       | Supergigant     | 1:23,82    | +2,14  | Elisabeth Görgl   |
| DSQ1    | 11 lutego | 2011 | Ga-Pa       | Superkombinacja | 2:43,23    | -      | Anna Fenninger    |
| DNF1    | 13 lutego | 2011 | Ga-Pa       | Zjazd           | 1:47,24    | -      | Elisabeth Görgl   |
| 16.     | 5 lutego  | 2013 | Schladming  | Supergigant     | 1:35,39    | +1,69  | Tina Maze         |
| DNS2    | 8 lutego  | 2013 | Schladming  | Superkombinacja | 2:39,92    | -      | Maria Höfl-Riesch |
| 12.     | 10 lutego | 2013 | Schladming  | Zjazd           | 1:50,00    | +1,58  | Marion Rolland    |

### Mistrzostwa świata juniorów
| Miejsce | Dzień    | Rok  | Miejscowość | Konkurencja | Czas biegu | Strata | Zwyciężczyni       |
| ------- | -------- | ---- | ----------- | ----------- | ---------- | ------ | ------------------ |
| 15.     | 7 marca  | 2007 | Altenmarkt  | Zjazd       | 1:39,69    | +2,28  | Tina Weirather     |
| 35.     | 8 marca  | 2007 | Altenmarkt  | Gigant      | 2:14,90    | +7,78  | Nicole Schmidhofer |
| 10.     | 9 marca  | 2007 | Altenmarkt  | Supergigant | 1:19,34    | +1,72  | Nicole Schmidhofer |
| DNF1    | 11 marca | 2007 | Altenmarkt  | Slalom      | 1:44,23    | -      | Ilka Štuhec        |

### Puchar Świata

#### Miejsca w klasyfikacji generalnej
- sezon 2007/2008: 88.
- sezon 2008/2009: 94.
- sezon 2009/2010: 75.
- sezon 2010/2011: 30.
- sezon 2011/2012: 38.
- sezon 2012/2013: 25.
- sezon 2013/2014: 52.

#### Miejsca na podium
1. Val d’Isère   – 14 grudnia 2012 (zjazd) – 2. miejsce
2. Cortina d’Ampezzo – 19 stycznia 2013 (zjazd) – 3. miejsce